# Gördes
|  | Aquest article tracta sobre la vila de Turquia. Vegeu-ne altres significats a «Gordes». |

Gördes és una vila de Turquia a la província de Manisa a uns 450 msnm a la riba del riu Kum Çay. És cap de districte. El seu mercat era antigament força important però va perdre aquesta condició al segle xx. La seva població el 1930 era de 3.071 habitants, el 1960 era de 5.071 habitants i el 2007 de 10.295. Gördes té les reserves de la millor zeolita coneguda al món. La vila fou força important fins al segle xix com a centre destacat on es fabricaven les estores per pregar.